# Thomas Otter

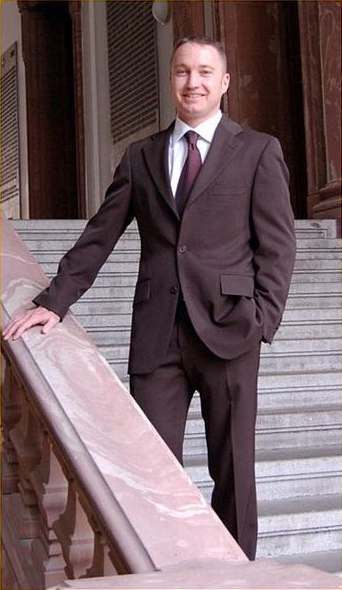
Thomas Otter

Thomas Otter (* 15. Februar 1971 in Graz) ist ein österreichischer Betriebswirtschaftler. Er ist seit 2007 Professor für Betriebswirtschaftslehre mit der Fachrichtung Dienstleistungsmarketing an der Johann Wolfgang Goethe-Universität Frankfurt am Main.

## Leben
Thomas Otter studierte an der Karl-Franzens-Universität Graz und der Wirtschaftsuniversität Wien, wo er als Assistent tätig war. 2001 promovierte er als wissenschaftlicher Mitarbeiter an der Wirtschaftsuniversität Wien. Im Jahr 2002 siedelte er in die USA über, wo er als Assistant Professor of Marketing zuerst an der University of California, Riverside, und dann an der Ohio State University tätig war.
Seit Juli 2007 ist Thomas Otter Professor für Marketing an der Johann Wolfgang Goethe-Universität Frankfurt am Main.
Thomas Otter ist verheiratet und hat zwei Kinder.

## Wirken
Seine Forschungsarbeit konzentriert sich auf die bayessche Modellierung von Marketingproblemen. Zuvor hat er sich mit der Modellierung von Produktbeurteilungen, Auswahlentscheidungen und dem Endogenitätsproblem im Zusammenhang mit der Analyse von Marketingentscheidungen beschäftigt. Er ist Associate Editor der Zeitschrift „Quantitative Marketing and Economics“, Mitglied im Editorial Review Board des „International Journal of Research in Marketing“ und im Herausgeberbeirat von „Transfer – Werbeforschung und Praxis“ sowie „der markt“.

## Publikationen
- Büschken, Joachim, Thomas Otter, and Greg Allenby (2013), „The Dimensionality of Customer Satisfaction Survey Reponses and Implications for Driver Analysis“, forthcoming at Marketing Science
- Wachtel, Stephan / Otter, Thomas (2012), „Successive sample selection and its relevance for management decisions“, Marketing Science, Vol. 32, 170–185
- Otter, Thomas / Gilbride, Timothy J. / Allenby, Greg (2011), „Testing Models of Strategic Behavior Characterized by Conditional Likelihoods“, Marketing Science, forthcoming
- Otter, Thomas / Johnson, Joe / Rieskamp, Jörg / Allenby, Greg / Brazell, Jeff / Diederich, Adele / Hutchinson, Wes / MacEachern, Steven / Shiling, Ruan / Townsend, Jim (2008), „Sequential Sampling Models of Choice: Some Recent Advances“, Marketing Letters, 19, 255–267
- Chandukala, Sandeep R. / Kim, Jaehwan / Otter, Thomas / Rossi, Peter E. / Allenby, Greg (2008), „Choice Models in Marketing: Economic Assumptions, Challenges and Trends“, Foundations and Trends in Marketing, 2, 97–184
- Otter, Thomas / Allenby, Greg / van Zandt, Trish (2008), „An Integrated Model of Choice and Response Time“, Journal of Marketing Research, 45, 5, 593–607
- Shiling, Ruan / MacEachern, Steven / Otter, Thomas / Dean, Angela (2008), „Dependent Poisson Race Models and Modeling Dependence in Conjoint Choice Experiments“, Psychometrika, 73, 2, 261–288
- Qing, Liu / Otter, Thomas / Allenby, Greg (2007): „Investigating Endogeneity Bias in Marketing“, Marketing Science, 26, 642–650
- Sonnier, Garret / Ainslie, Andrew / Otter, Thomas (2007): „Heterogeneity Distributions of Willingness-to-Pay in Choice Models“, Quantitative Marketing and Economics, 5, 313–331
- Otter, Thomas / Frühwirth-Schnatter, Sylvia / Tüchler, Regina (2004): „Bayesian Analysis of the Heterogeneity Model“, Journal of Business & Economic Statistics, 22, 1, 2–15
- Otter, Thomas / Frühwirth-Schnatter, Sylvia / Tüchler, Regina (2004): „Capturing consumer heterogeneity in metric conjoint analysis using Bayesian mixture models“, International Journal of Research in Marketing, 21, 285–297